# Paul Williams (saxofonista)
Paul "Hucklebuck" Williams (Lewisburg, Tennessee, 13 de julho de 1915 – Nova Iorque, 14 de setembro de 2002) foi um saxofonista de jazz e rythym and blues norte-americano.
Williams trabalhou na Atlantic Records, e foi produtor musical de Lloyd Price e James Brown.